# Onthophagus enuguensis
Onthophagus enuguensis är en skalbaggsart som beskrevs av Frey 1975. Onthophagus enuguensis ingår i släktet Onthophagus och familjen bladhorningar. Inga underarter finns listade i Catalogue of Life.